# Zhang Wen (dinastia Han)
|  | Per altres persones anomenades igual, vegeu Zhang Wen |

En aquest nom xinès, el cognom és Zhang.
Zhang Wen (mort el 191) va servir com a ministre d'obres durant la Dinastia Han Oriental. Va ser, en un moment donat, el superior de Dong Zhuo i Sun Jian quan ell va servir com el comandant de l'exèrcit Han contra la Rebel·lió de la Província de Liang.

## En la ficció
En la novel·la històrica de Luo Guanzhong, Romanç dels Tres Regnes, Zhang Wen va ser assassinat per Lü Bu en un sopar festiu amb molts oficials presents. Lü Bu era el fill adoptat del tirànic senyor de la guerra Dong Zhuo, que va ordenar a Lü Bu d'allunyar a Zhang Wen de la concurrència, tallar-li el cap, i portar el mateix en safata de plata per mostrar-se'l als altres hostes. Dong Zhuo llavors va anunciar als altres oficials que s'havia descobert una carta de Zhang Wen a Yuan Shu, un dels senyors de la guerra rivals de Dong Zhuo, en la qual es veia que Zhang havia estat maquinant en contra de Dong. Dong Zhuo li va dir a la resta de l'assemblea de no preocupar-se, ja que cap d'ells es veia implicat en la carta.